# Bruce Hart
Bruce Hart (Nova York, 15 de janeiro de 1938 — 21 de fevereiro de 2006) foi um compositor estado-unidense, mais conhecido pela letra da canção-tema de Vila Sésamo. Foi um ganhador do Prêmio Emmy.

## Biografia
Bruce Hart se formou em Artes na Universidade de Syracuse. Após a graduação, ele escreveu material para Carl Ballantine, Larry Hankin e para Charles Playhouse, em Boston.
Hart começou a escrever esboços para Vila Sésamo com sua esposa Carole após a estréia do programa em 1969. Ele ganhou um Emmy pelo piloto de Vila Sésamo titulado, em inglês, "Sally sees Sesame Street". Ele co-escreveu a canção tema com Joe Raposo e Jon Stone.
Ele também escreveu as letras para o álbum e especial de televisão para crianças dos anos 70 Free to Be... You and Me da atriz Marlo Thomas. Michael Jackson e Harry Belafonte também participaram tanto do álbum quanto do especial.
Hart também escreveu "One Way Ticket" que virou um sucesso de Cass Elliot. Com sua esposa, ele produziu uma apresentação do Prêmio Emmy para adolescentes Hot Hero Sandwich, que apareceu na NBC em 1979. O casal Hart também escreveu, dirigiu e produziu o telefilme "Sooner or Later", que foi transmitido pela NBC em 2002. A dupla também co-escreveu alguns livros, incluindo Sooner or Later, publicado em 1978 e Waiting Games em 1981.